# Сад Рами
«Сад Рами» (англ. The Garden of Rama) — фантастичний роман Джентрі Лі та Артура Кларка, написаний в 1991 році. Роман є третьою частиною циклу «Рама».

## Сюжет
2200 рік. Ніколь Жардін, Річард Вейкфілд та Майкл О'Тул залишились на кораблі «Рама».
Вони живуть в підземеллі на острові «Нью Йорк». В двох інших підземеллях живуть розумні птахи та окто-павуки.
Біоти побудували людям протиперевантажувальні ванни і «Рама» розганяється в напрямку зірки Сіріус.
У Ніколь та Річарда народжуються доньки Сімона та Каті.
Припускаючи, що ні вони, ні їхні діти більше не побачать людей, Ніколь хоче завагітніти також від Майкла, щоб збільшити генетичне різноманіття у своїх дітей, щоб вони могли народити ще декілька поколінь.
Річард важко переживає це рішення і покидає їх. Ніколь народжує від Майкла синів Бенджі та Патріка.
Через декілька років окто-павуки приносять і залишають хворого Річарда біля підземелля людей. Річард поправляється, але в нього провал в пам'яті про цей період часу.
У Ніколь та Річарда народжується донька Елеонора.
В 2213 році «Рама» прибуває до Вузла — космічної станції поблизу Суріуса. Людей поселяють у дослідницькому центрі і протягом року проводять над ними фізіологічні досліди. З ними спілкується тільки Орел — біот з тілом людини і головою орла.
За цей рік «Раму» мінімально дообладнують, враховуючи побажання людей, і відправляють з людьми до Землі із завданням набрати 2 тисячі людей для їх вивчення. Орел наполягає залишити одну репродуктивну пару у Вузлі, оскільки для подорожніх існує деяка небезпека для життя. Сімона та Майкл залишаються.
В 2244 році «Рама» прибуває на орбіту Марса. Всю дорогу люди провели в анабіозі і постаріли тільки на 10 років. Земний уряд направляє до них кораблі з колоністами для Марса і злочинцями, що мали відбувати покарання на Марсі.
Сім'я Вейкфілдів поселяє людей в накритому куполом поселенні «Новий Едем», що був спроектований під потреби жителів Землі. «Рама» розганяється в напрямку зірки Тау Кита.
В колонії починаються негаразди. Спалахує епідемія ретровірусу RV-41.
Колишній в'язень Накамура, що контролює організовану злочинність, будує мережу розважальних закладів «Вегас», яка виснажує енергетичні ресурси «Нового Едему». Це призводить до погіршення очистки повітря, кліматичних змін та зменшення вирощування продовольства. Накамура підігріває міжрасові заворушення.
Люди вирішують пробити діру в куполі, щоб зайняти більше простору. Поза своїм куполом вони виявляють сусідній, який вирішують захопити.
Накамура перепрограмовує біотів-слуг в «Едемі» для вбивства губернатора і захоплення влади.
Річард втікає в сусідній купол де живе колонія симбіотичних рас птахів та мирмикотів (англ. myrmicats). Мирмикоти — шестилапі прямоходячі створіння розміром з кота з додатковою парою очей на стеблах над головою. Вони вилуплюються із манно-динь (англ. manna melons), які є плодами рослини, подібної на ватну сітку. Після короткого життя, зайнятого працею, вони повертаються помирати в сітку, в якій розчиняються, віддаючи їй всі свої спогади. Після народження мирмикоти уже наділені всіма знаннями, переданими сіткою в манно-диню. Мирмикоти доглядають птахів і годують їх манно-динями, а птахи обороняють їх та сіток.
Після винищення птахів людьми Річард під'єднується до сітки, яка просить його врятувати декілька манно-динь, яєць птахів та шматок сітки. Річард тікає з ними на острів «Нью Йорк».
Ніколь в «Новому Едемі» засуджена Накамурою до смертної кари.